# Informell konst

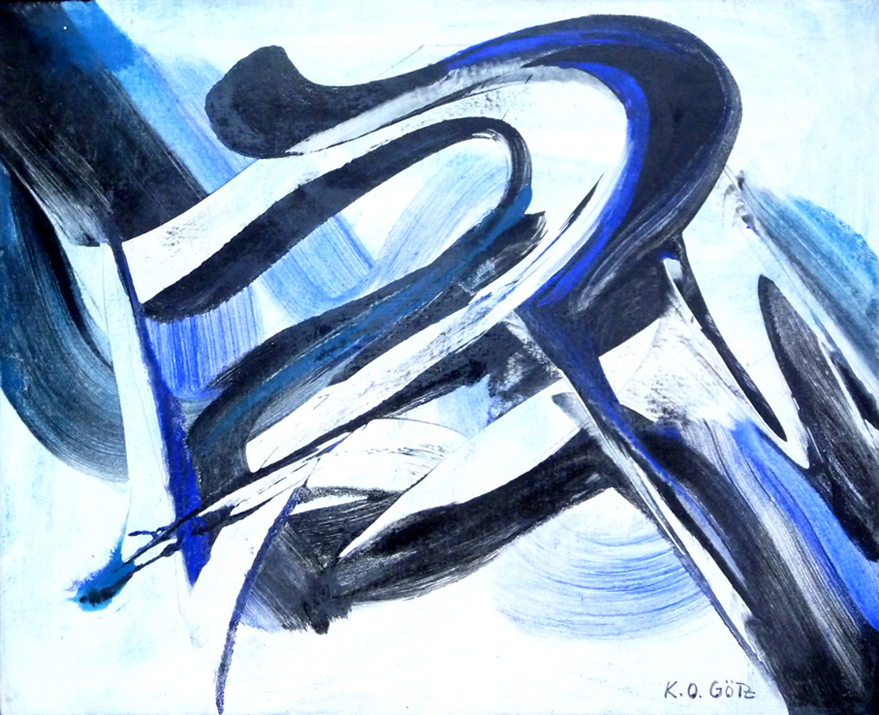
27.5.1954
Blandteknik på duk.
K.O. Götz, 1954.

Informell konst (franska: art informel) kan ses som en övergripande term för de nya konststilar som, med Paris som centrum, sågs inom abstrakt konst under 1940- och 1950-talet. Den samtida amerikanska motsvarigheten var den abstrakta expressionismen, och i praktiken används begreppen ofta som synonymer.
Till den informella konsten räknas bland annat stilar som lyrisk abstraktion (abstraction lyrique) och tachism, liksom Cobra-gruppen. Termen används mest för europeisk konst men kan även inkludera den amerikanska abstrakta expressionismen.

## En definition
Informell konst övergav den tidigare dominerande geometriska abstraktionen till förmån för en mer intuitiv och expressiv uttrycksform.
I sitt konstkritiska franska sammanhang avsåg termen "informell konst" inte främst en brist på formalitet, utan en frånvaro eller upplösning av distinkta former i sig. Ett tidigt exempel är de intill oigenkännlighet deformerade ansiktena eller huvudena i Jean Fautriers uttrycksfulla bildserie Les Otages (Gisslan) från 1943–1945, utförd med så kallad haute pâte-teknik som flera konstnärer nu tog upp.
Men informell konst handlade också om utförande i frånvaro av i förväg beräknad struktur eller noggrann planering - (sans cérémonie). Tanken var att, som inom den föregåenden surrealismen, använda automatismen för att frigöra det undermedvetnas bildspråk.
Konstkritikern Michel Tapié, som myntade begreppet art informel, menade att det framför allt var tre utställningar i Paris 1945 som markerade början på konstriktningen: Jean Fautriers Otages, Jean Dubuffets haute pâte-verk och Wols teckningar och akvareller.

## Några exempel på utövare
Till konstnärerna inom den informella konsten räknas bland andra Hans Hartung, Jean Fautrier, Jean Dubuffet, Wols, Antoni Tàpies, Georges Mathieu, Serge Poliakoff, Jean-Paul Riopelle, Gustave Singier, Pierre Soulages, Nicolas de Staël, Maria Helena Vieira da Silva, Gian Carlo Riccardi och Asger Jorn. I Sverige är bland annat Eddie Figge, Rune Jansson och C.O. Hultén företrädare för denna konstriktning.